# Amadeus van Piëmont
Amadeus van Piëmont (Pinerolo, 1363 – aldaar, 7 mei 1402) was van 1368 tot aan zijn dood heer van Piëmont. Hij behoorde tot het huis Savoye.

## Levensloop
Amadeus was de oudste zoon van heer Jacobus van Piëmont en diens derde echtgenote Margaretha, dochter van heer Eduard I van Beaujeu.
Zijn vader benoemde hem en zijn jongere broer Lodewijk kort voor zijn dood tot zijn erfgenamen. Hierdoor werd hun oudere halfbroer Filips II onterfd. Filips kwam vervolgens in opstand, eerst tegen zijn vader, daarna tegen Amadeus' moeder Margaretha van Beaujeu. Uiteindelijk werd Filips' opstand door graaf Amadeus VI van Savoye neergeslagen, waarna hij in december 1368 werd geëxecuteerd.
Amadeus erfde eveneens de claim die zijn familie had op het vorstendom Achaea. In 1387 werden zijn aanspraken op het vorstendom door tegenpaus Clemens VII erkend. Tussen 1387 en 1391 deed hij verschillende diplomatieke demarches en militaire voorbereidingen om Achaea te veroveren, maar uiteindelijk ging het project niet van start. Dit kwam omdat hij in Savoye moest blijven wegens de conflicten die ontstaan waren rond het regentschap van de jongere graaf Amadeus VIII van Savoye, die in 1291 zijn vader Amadeus VII was opgevolgd. 
Hij stierf in mei 1402, waarna hij bijgezet werd in de Sint-Franciscuskerk van Pinerolo. Omdat hij geen mannelijke nakomelingen had, ging de heerlijkheid Piëmont naar zijn jongere broer Lodewijk.

## Huwelijk en nakomelingen
Op 22 september 1380 huwde hij in het kasteel van Duingt met Catharina (overleden in 1407), dochter van graaf Amadeus III van Genève. Ze kregen volgende kinderen:
- Margaretha (1382-1464), huwde in 1403 met markgraaf Theodoor II van Monferrato en werd daarna abdis van het Dominicanessenklooster in Alba. Werd in 1669 zalig verklaard.
- Bonne (1390), jong gestorven
- Mathilde (1390-1438), huwde in 1417 met keurvorst Lodewijk III van de Palts
- Catharina (1400), jong gestorven